# Slane (Konzert)
Das Slane Concert (meist abgekürzt Slane genannt) ist ein Konzert, das alljährlich im Slane Castle nahe der gleichnamigen irischen Kleinstadt Slane stattfindet.
Üblicherweise wird es an einem Samstag im August veranstaltet und dauert von mittags bis zehn Uhr abends. Das Areal des Slane Castle bildet ein natürliches Amphitheater, die Naturbühne bietet rund 80.000 Konzertbesuchern jährlich Platz. 2001 und 2013 waren bisher die einzigen Jahre, in welchen das Konzert zweimal abgehalten wurde, wobei 2001 bei beiden Konzerten U2 als Hauptgruppe auftraten. In den Jahren 2001, 2003 und 2005 waren die Veranstaltungen umgehend ausverkauft, was 2002 und 2004 nicht der Fall war.
2005 musste das Konzert abgesagt werden, nachdem Eminem, der als Hauptact auftreten sollte, seine Mitwirkung absagte.

## Besondere Vorkommnisse
Im Vorfeld des Konzertes von 2004 gab es Proteste der ansässigen Bevölkerung, weil das Konzert an einem Sonntag stattfinden sollte. Die mehrheitlich römisch-katholische Bevölkerung hatte Bedenken, dass sie wegen des zu erwartenden Ansturms von Menschen beim Feiern der Heiligen Messe gestört würden. Das Problem wurde dadurch gelöst, dass ein späterer Konzertbeginn festgelegt und das Lineup wesentlich verkleinert wurde.

## (Unvollständige) Liste der Interpreten bei den Konzerten
Hauptinterpret (Headliner) jeweils in fetter Schrift:

### 1981
- U2
- Hazel O’Connor
- Rose Tattoo
- Sweet Savage
- The Bureau
- Megahype
- Thin Lizzy

### 1982
- The Rolling Stones

### 1984
- In Tua Nua
- UB40
- Santana
- Bob Dylan

- Gastauftritte während Bob Dylans Darbietung durch Carlos Santana, Van Morrison und Bono.

### 1985
- Bruce Springsteen

### 1986
- Chris Rea
- The Fountainhead
- The Bangles
- Queen[1]

### 1987
- David Bowie

### 1992
- My Little Funhouse
- Faith No More
- Guns N’ Roses

### 1993
- The Blue Angels
- James
- Saw Doctors
- Van Morrison
- Pearl Jam
- Neil Young

### 1995
- Spearhead
- Belly
- Sharon Shannon
- Oasis
- R.E.M.

### 1998
- Robbie Williams
- James
- David Gray
- Special Guests Manic Street Preachers
- The Verve

### 1999
- Stereophonics
- Robbie Williams

### 2000
- Melanie C
- Moby
- Bryan Adams

### 2001 1. Konzert
- Red Hot Chili Peppers
- Coldplay
- Kelis
- JJ72
- Relish
- U2

### 2001 2. Konzert
- Moby
- Ash
- Nelly Furtado
- The Walls
- Dara
- U2

### 2002
- The Charlatans
- Nickelback
- Counting Crows
- Ocean Colour Scene
- Doves
- The Revs
- Stereophonics

### 2003
- Halite
- Morcheeba
- Feeder
- PJ Harvey
- Queens of the Stone Age
- Foo Fighters
- Red Hot Chili Peppers

### 2004
- Paul Oakenfold
- Iggy Pop and the Stooges
- Madonna

### 2006
- Celtic Woman
- Red Hot Chili Peppers

### 2007
- The Charlatans
- The Hold Steady
- The Rolling Stones

### 2009
- The Prodigy
- Oasis

### 2011
- Kings of Leon

### 2012
Im April 2012, veröffentlichte die offizielle Slane Castle Facebook-Seite, dass es im 2012 kein Konzert geben wird. Die Ankündigung lautete: "Good Morning guys, Lord Henry has announced this morning 'there will be no Slane this year, but 2013 will be busy'.

### 2013
- Bon Jovi: Because We Can - The Tour
- Eminem

Jon Bon Jovi flog nach Irland und bemerkte an einer Pressekonferenz auf Slane Castle: "This was always the goal, to play Slane." Das zweite Konzert für 2013 hat am 17. August stattgefunden. Am 12. Dezember 2012 wurde mit Eminem der zweite Headliner bekanntgegeben, was wohl als eine Art "Wiedergutmachung" für den Entfall des Konzerts 2005 verstanden werden kann.

### 2015
- Hozier
- Kaiser Chiefs
- Foo Fighters

## Videoveröffentlichungen
- Bryan Adams – Live at Slane Castle (DVD)
- Red Hot Chili Peppers – Live at Slane Castle (DVD)
- U2 – Go Home, Live from Slane Castle (DVD)
- Celtic Woman – A New Journey, Live at Slane Castle (DVD)